# Walter Vogel (Entomologe)
Walter Vogel (* 1. August 1923 in Wangen an der Aare; † 28. August 1990), auch als Walter Vogel-Marti bekannt, war ein Schweizer Entomologe, der vor allem im Pflanzenschutz tätig war.

## Leben
Walter Vogel studierte nach Abschluss des Lehrerseminars in Wettingen von 1944 bis 1948 an der ETH Zürich, wo er 1950 unter der Leitung von Otto Schneider-Orelli mit einer Dissertation über die Entwicklungen der Maikäferembryologie zum Doktor der Technischen Wissenschaften promoviert wurde. Danach wurde er Leiter der Entomologiesektion des Biologischen Labors der Eidgenössischen Forschungsanstalt für Obst-, Wein- und Gartenbau in Wädenswil, wo er Studien über die Biologie und die Bekämpfung der Kirschfruchtfliegen durchführte, die zu dieser Zeit als bahnbrechend galten.
1961 wurde er  bei der Dr. R. Maag AG in Dielsdorf zunächst wissenschaftlicher Mitarbeiter, ab 1971 Leiter der entomologischen Forschungsabteilung, die er in Zusammenarbeit mit der Firma Hoffmann-La Roche aufbaute, und ab 1978 Leiter der Abteilung wissenschaftliche Dienste, wo er für die Einführung der Elektronischen Datenverarbeitung zuständig war. Nach 28 Jahren in diesem Unternehmen ging Vogel in den Ruhestand. 1974 brachte Maag einen neuentwickelten Wirkstoff in Pflanzenschutzmitteln auf den Markt, der eine nützlingsschonendere Alternative bei der Schädlingsbekämpfung in der Schweiz einleiten sollte.
Neben seiner Forschungsarbeit war Vogel Mitglied der Arbeitsgemeinschaft zur Koordination der kantonalen Schulsysteme sowie Schulpräsident von Dielsdorf. 1958 wurde er zum Präsidenten der Entomologischen Gesellschaft Zürich gewählt.

## Schriften
- Eibildung und Embryonalentwicklung von Melolontha vulgaris F.und ihre Auswertung für die chemische Maikäferbekämpfung, 1950
- Untersuchungen über parasitische Hymenopteren der Kirschenfliege, 1950
- Die Verwendung von Parathion zur Bekämpfung der Kirschenfliege (Rhagoletis cerasi L.), 1952
- Vergleichende Messungen an den Fühlern der Larven von Melolontha vulgaris F. und M. hippocastani F., 1952
- (mit Theodor Wildbolz und Jakob Klingler) Pamene rhediella Clerck, der Bodenseewickler, ein bisher übersehener Obstschädling, 1956
- (mit Theodor Wildbolz und Fritz Schneider) Die Apfelwicklerprognose für das schweizerische Mittelland in den Jahren 1954–1957, 1957
- (mit Marco Baggiolini) Die wichtigsten Fruchtschädlinge an Kernobst, 1957
- (mit Theodor Wildbolz) Befallsschwankungen bei einigen häufigen Schädlingen an Apfelbäumen, 1958